# Hunter Mahan

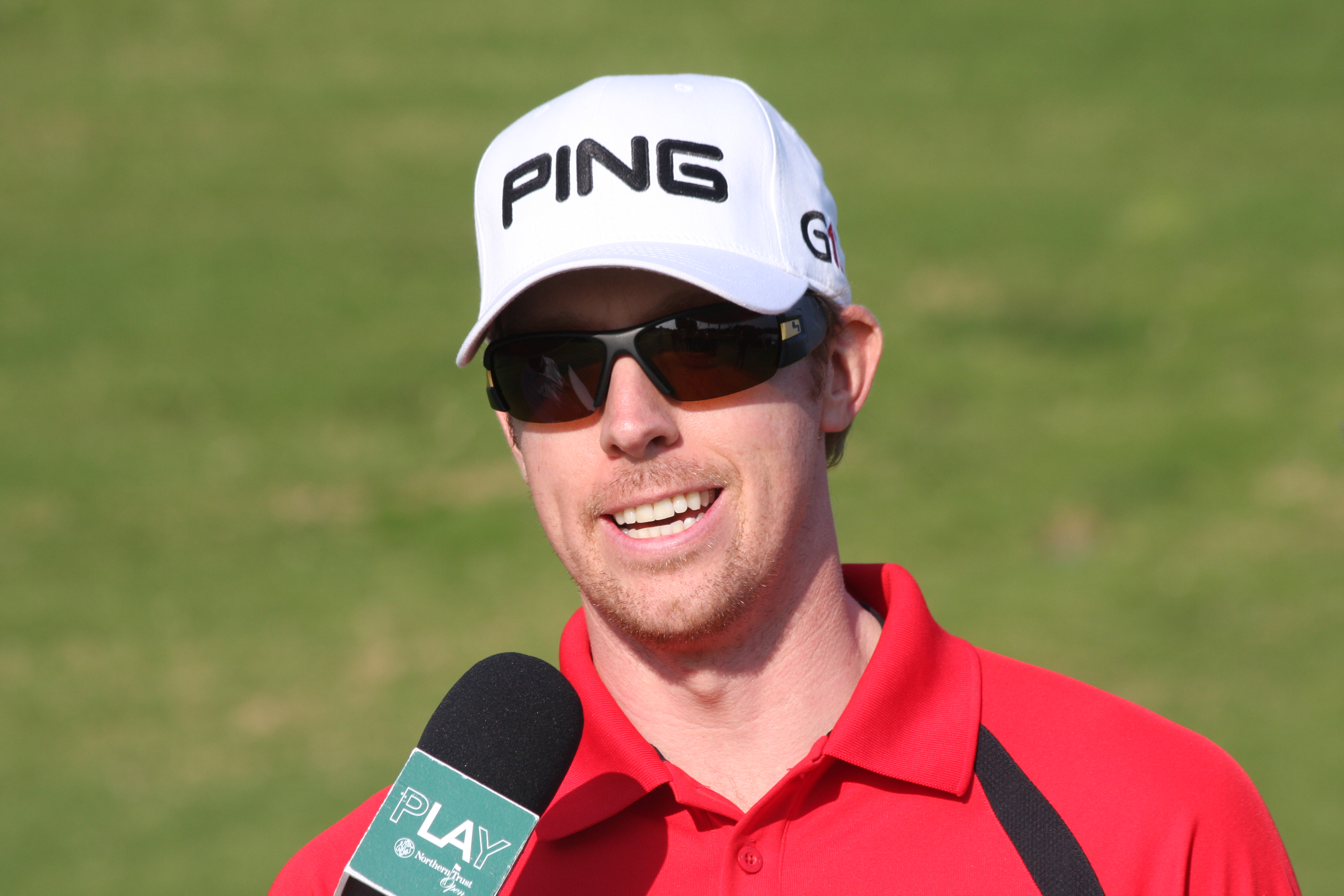
Hunter Mahan fotografiado en 2010

Hunter Myles Mahan (17 de mayo de 1982, Orange, California, Estados Unidos) es un golfista estadounidense que ha obtenido seis victorias en el PGA Tour, destacándose el WGC-Bridgestone Invitational 2010 y el WGC Match Play 2012 y el Barclays 2014.
En los majors, ha resultado cuarto en el Abierto de los Estados Unidos 2013, sexto en el Abierto Británico 2007, octavo en el Masters de Augusta 2010, y 16º en el Campeonato de la PGA 2009. Mahan estuvo cuarto en la lista mundial de golfistas durante una semana, y ha estado presente 19 semanas entre los diez primeros y 110 entre los primeros 20.
Por otra parte, Mahan ha disputado tres ediciones de la Copa Ryder con la selección estadounidense, logrando cuatro victorias, cuatro derrotas y cuatro empates.

## Carrera deportiva
Mahan pasó su infancia en Orange, y a los 13 años se mudó a McKinney, Texas. En secundaria obtuvo el Campeonato Amateur Junior de Estados Unidos de 1999. A nivel universitario, compitió en la University of Southern California y la Oklahoma State University, resultando All-American dos veces. En 2002 resultó segundo en el Campeonato Amateur de Estados Unidos.
Mahan obtuvo el premio Haskins 2003 al golfista universitario más destacado, además de resultar 28º en el Masters de Augusta. Inmediatamente pasó al profesionalismo. Ese años disputó algunos torneos del PGA Tour, donde terminó 20º en el Abierto de Milwaukee y 17º en el Abierto de Texas. Luego finalizó 16º en el torneo de clasificación del PGA Tour, por lo que consiguió la tarjeta para disputar la temporada 2004.
En su primera temporada completa, Mahan superó 16 cortes en 30 torneos disputados. Resultó segundo en Reno-Tahoe, cuarto en el Abierto de Canadá y quinto en el Abierto de Texas, para finalizar 100º en la tabla de ganancias.
En 2005, el golfista terminó séptimo en Quad Cities y noveno en Phoenix, además de conseguir cinco top 25 y 18 cortes superados en 34 torneos. Debió disputar el torneo de clasificación para retener la tarjeta, lo que logró al resultar noveno.
Mahan superó 21 cortes y obtuvo seis top 25 en 2006, con un segundo lugar en Hartford y un noveno en Farmington como mejores resultados. Terminó 83.º en la tabla de ganancias con 1,1 millones de dólares, asegurando así su permanencia en el circuito.
El golfista obtuvo su primera victoria como profesional en Hartford 2007, a lo que siguió un octavo puesto en el AT&T National, un sexto en el Abierto Británico y un quinto en el Abierto de Canadá. Eso le permitió ingresar al top 100 de la lista mundial de golfistas, y finalizó el año en la 34.ª posición. Además terminó quinto en Texas y el Tour Championship, y consiguió 12 top 25 y 18 cortes superados. Así, Mahan culminó 15º en los playoffs y 16º en la tabla de ganancias del PGA Tour. Su actuación le valió la invitación para disputar la Copa de Presidentes para la selección de Estados Unidos.
En 2008, Mahan obtuvo un segundo lugar en Hartford, cinco top 10, 13 top 25 y 18 cortes superados. De este modo, quedó 18º en los playoffs y 30° en la tabla de ganancias del PGA. Ese año debutó en la Copa Ryder como parte de la selección de Estados Unidos.
Mahan consiguió seis top 10 y 16 top 25 en 2009, destacándose un segundo lugar en el AT&T National, un sexto en el Abierto de Estados Unidos y un décimo en el Masters de Augusta. Quedó 16º en la tabla de ganancias, pero no brilló en los playoffs y terminó 27º en la Copa FedEx.
El golfista superó 19 cortes en 2010, y logró tres top 10 y ocho top 25 en el PGA Tour. Logró victorias en Phoenix y el WGC-Bridgestone Invitational, que lo hicieron escalar respectivamente hasta el 22º y 12º lugar en la lista mundial de golfistas. Asimismo, quedó décimo en la tabla de ganancias del circuito estadounidense, y 18º en los playoffs.
En 2011, consolidó su lugar entre los mejores golfistas del mundo, al obtener nueve top 10, 13 top 25 y 22 cortes superados en el PGA Tour. Sin embargo, no logró ninguna victoria y quedó fuera de la fase final de tres de los cuatro majors. Terminó 15º en la tabla de ganancias, y su segundo lugar en el Tour Championship lo colocó séptimo en los plaoffs.
Mahan obtuvo dos triunfos en 2012, Houston y el WGC Match Play, por lo que se colocó cuarto a nivel mundial durante una semana. En dicha temporada del PGA Tour obtuvo cinco top 10, 12 top 25 y 20 cortes superados, por lo que alcanzó la novena posición en la tabla de ganancias y resultó 19º en los playoffs.
El golfista consiguió en 2013 el segundo lugar en el WGC Match Play, el cuarto en el Abierto de Estados Unidos y el Campeonato BMW, el octavo en el Abierto de Los Ángeles y el noveno en el Abierto Británico. Así, culminó 18º en la lista de ganancias del circuito estadounidense.
En 2014, Mahan venció en el Barclays, resultó cuarto en el Abierto de Phoenix, sexto en el Pebble Beach National Pro-Am, séptimo en el Campeonato de la PGA y noveno en el WGC Match Play y el WGC-Campeonato Cadillac. De esta manera, se ubicó 22º en la lista de ganancias del PGA Tour y sexto en la Copa FedEx.